# James Campbell (politico)
James Campbell (Filadelfia, 1º settembre 1812 – Filadelfia, 27 gennaio 1893) è stato un politico statunitense.

## Biografia
Fu il sedicesimo direttore generale delle poste degli Stati Uniti durante la presidenza di Franklin Pierce (14º presidente).
Nato nello Stato della Pennsylvania, suo padre era Anthony Campbell, e suo nonno George Campbell, studiò alla Geraldus Stockdale. Fra le altre cariche degne di nota quella presidente del consiglio di amministrazione di Jefferson Medical College sostenuta per 25 anni e quella ancora più duratura, come vicepresidente della Saint Joseph's Orphan Asylum.